# Trogulidae
Famille
Les Trogulidae sont une famille d'opilions dyspnois. On connaît plus d'une soixantaine d'espèces dans cinq genres.

## Distribution

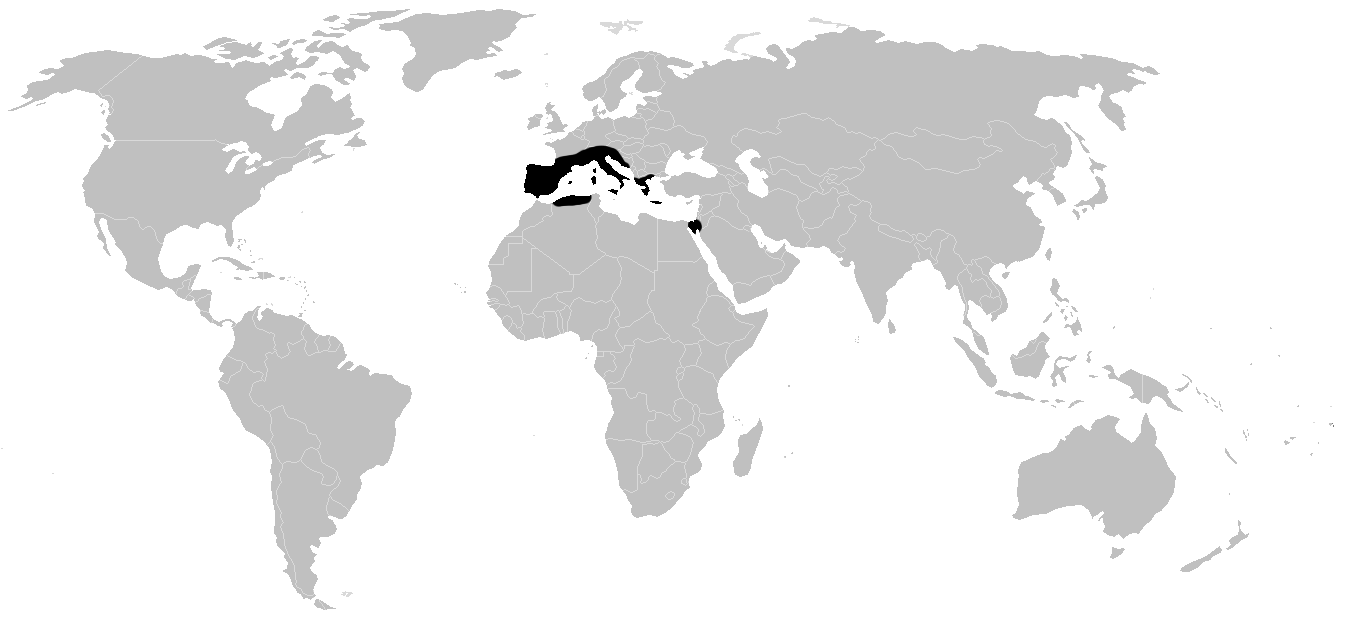
Distribution

Les espèces de cette famille se rencontrent dans le bassin méditerranéen.

## Liste des genres
Selon World Catalogue of Opiliones (24/04/2021) :
- Anarthrotarsus Šilhavý, 1967
- Anelasmocephalus Simon, 1879
- Calathocratus Simon, 1879
- Kofiniotis Roewer, 1940
- Trogulus Latreille, 1802

## Publication originale
- Sundevall, 1833 : Conspectus Arachnidum. C.F. Berling, Londini Gothorum, p. 1-39.